# Leptochiton matthewsianus
Leptochiton matthewsianus is een keverslakkensoort uit de familie van de Leptochitonidae. De wetenschappelijke naam van de soort is voor het eerst geldig gepubliceerd in 1906 door Bednall in Bednall & Matthews.